# Dalida, citoyenne du monde
Dalida, citoyenne du monde è un cofanetto postumo della cantante italo-francese Dalida, pubblicata il 30 ottobre 2015 da Universal Music France.
L'album è composto da due CD di ventiquattro e ventitré brani ed un DVD con tre tracce video. Il  tutto è corredato da un lussuoso libro con immagini e testi inediti. 
Venne creato per la serie "Super Deluxe Édition".

## Tracce

### CD 1 -De "Bambino" au "Temps des fleurs"
1. Bambino
2. Gondolier
3. Histoire d'un amour
4. Come prima (Tu me donnes)
5. Love in Portofino
6. Ciao ciao, bambina
7. T'aimer follement
8. Je pars
9. Les gitans
10. La chanson d'Orphée
11. Les enfants du Pirée
12. Romantica
13. Itsi bitsi petit bikini
14. Nuits d'Espagne
15. Que sont devenues les fleurs
16. Petit homme
17. Parlez-moi de lui
18. Ciao amore, ciao (versione in francese)
19. Les grilles de ma maison
20. Le temps des fleurs
21. Je m'endors dans tes bras
22. La danse de Zorba
23. Le jour le plus long
24. Il silenzio

### CD 2 -Best of World
1. Paroles paroles (in duo con Alain Delon)
2. Il venait d'avoir 18 ans
3. J'attendrai
4. Mourir sur scène
5. Monday, Tuesday… Laissez-moi danser
6. Aranjuez la tua voce (in italiano)
7. Bang bang (in italiano)
8. Cominciamo ad amarci (in italiano)
9. Mama (in italiano)
10. Alabama song (in inglese)
11. The Lambeth Walk (versione in inglese)
12. Kalimba de Luna (versione in inglese)
13. Helwa ya baladi (in egiziano)
14. Salma ya salama (versione in egiziano)
15. Hava naguila (in francese ed ebraico)
16. Tu nombre (in spagnolo)
17. El Cordobés (versione in spagnolo)
18. Am tag, als der regen kam (in tedesco - versione originale 1959)
19. Mein Lieber herr (in tedesco)
20. O sole mio (versione in giapponese)
21. Ik zing amore (in olandese)
22. Lebnane (in libanese)
23. Ta pedia tou Pirea (versione originale in greco de Les enfants du Pirée - cantato a cappella)

### DVD –Dalida Pour Toujours
1. Dalida pour toujours (film-documentario del 1977 - nuova riattualizzazione 2015)
2. Exposition "Dalida, une vie…" (mostra creata nel Municipio del Comune di Parigi nel 2007)
3. Inauguration de la Place Dalida & statue (1997)